# Cerro Verde, San Felipe Usila
Cerro Verde är en ort i Mexiko.   Den ligger i kommunen San Felipe Usila och delstaten Oaxaca, i den sydöstra delen av landet, 300 km sydost om huvudstaden Mexico City. Cerro Verde ligger 770 meter över havet och antalet invånare är 151.
Terrängen runt Cerro Verde är kuperad åt nordost, men åt sydväst är den bergig. Runt Cerro Verde är det ganska glesbefolkat, med 39 invånare per kvadratkilometer. Närmaste större samhälle är San Lucas Ojitlán, 16,9 km nordost om Cerro Verde. I omgivningarna runt Cerro Verde växer i huvudsak städsegrön lövskog.